# Saxon Reef
Saxon Reef är ett rev på Stora Barriärrevet  i Australien.   Det ligger cirka 55 km nordost om Cairns i delstaten Queensland.